# فايز الفليج
فايز خليفة الفليج، لاعب كرة قدم كويتي سابق.
مواليد 1963/12/21
و قد كان يلعب مع نادي الفحيحيل، وبعدها انتقل إلى نادي العربي الكويتي، وقد كان هداف كأس الأمير 1994/1995 برصيد 3 أهداف.
و قد كان هداف كأس الخليج للأندية في عام 1989 برصيد 4 أهداف.